# 南部地域 (ブラジル)
南部地域(ポルトガル語: Região Sul do Brasil)は、ブラジル南部の地域。
2016年の人口は2943万9773人で、全国の14.3%を占め、5地域中3位。
サンタ・カタリーナ州、パラナ州、南大河州の3州から成る。
最大都市はクリチバ。

## 隣接地域
- 北東：南東部地域
- 東～南東：大西洋
- 南：ウルグアイ
- 南西：コリエンテス州
- 西：ミシオネス州、パラグアイ
- 北西：中西部地域

## 主要都市
人口は2016年7月1日の値。人口30万人以上の都市は以下の11都市。
1. クリチバ：189万4000人(パラナ州州都)
2. ポルト・アレグレ：148万1020人(南大河州州都)
3. ジョインヴィレ：55万370人
4. ロンドリーナ：53万9000人
5. カシアス・ド・スル：46万1460人
6. フロリアノーポリス：45万9700人(サンタ・カタリーナ州州都)
7. マリンガ：39万5810人
8. カノアス：34万2630人
9. ポンタ・グロッサ（英語版）：33万3600人
10. ブルメナウ：32万7880人
11. ペロタス：32万530人

## 歴史

### 先コロンブス期
半遊牧民の先住民が狩猟採集社会を営んでいた。

### ポルトガルによる侵略

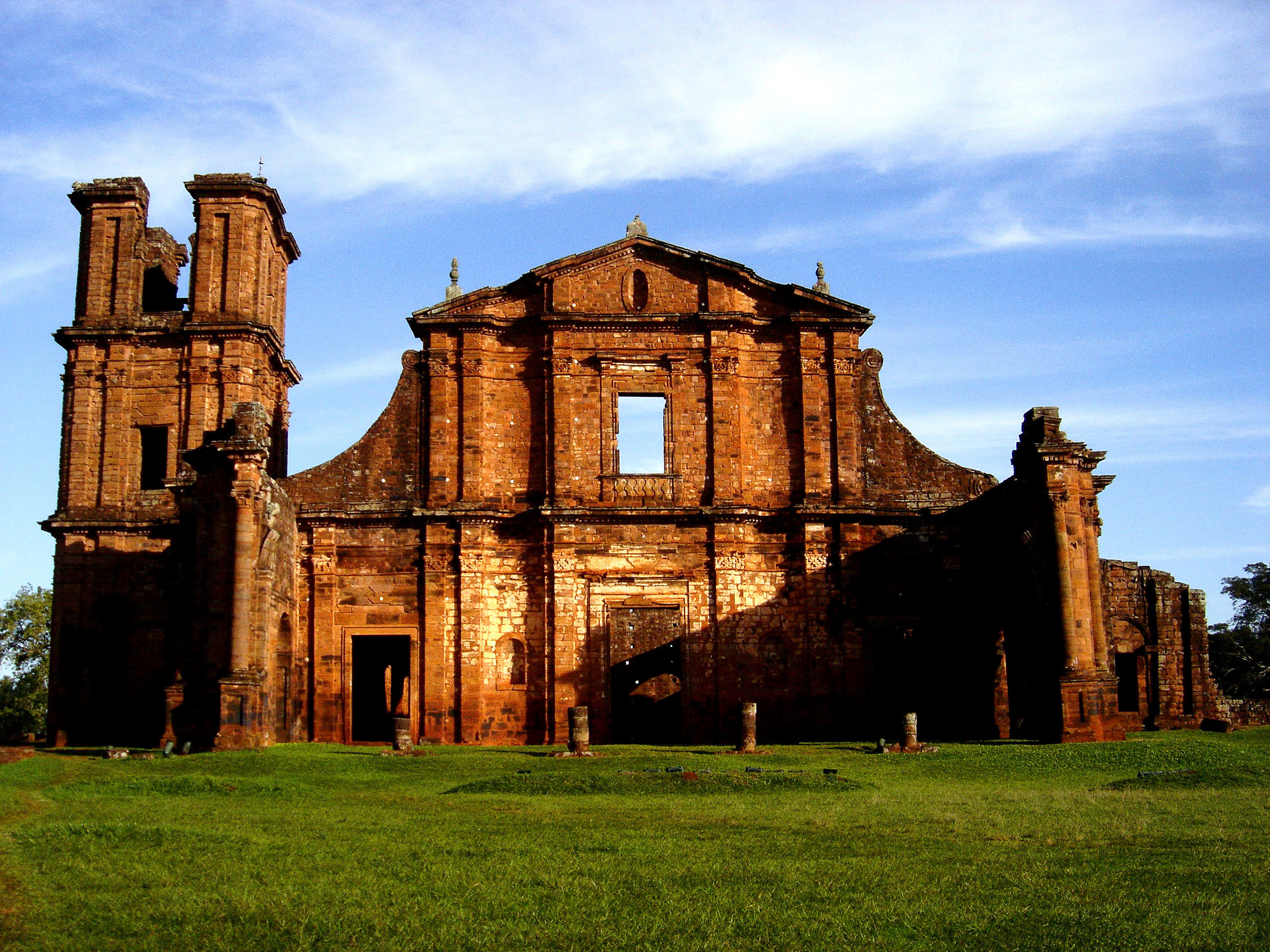
イエズス会が先住民と暮らした教会(南大河州サン・ミゲウ・ダス・ミソエンス市

最初にポルトガルとスペインのイエズス会が訪れ、先住民をカトリックに改宗した。
サン・パウロ出身のバンデイランテス(奥地探検隊)も同時期に入植した
数十年に渡ってポルトガル人とスペイン人は衝突を繰り返した。
ポルトガル王はアゾレス諸島の入植者にブラジル南部に入植するよう促し、1748年～1756年の間に6000人が移住した。
18世紀後半にはポルトガル人はサンタ・カタリーナ州、南大河州で過半数を占めた。

### ドイツ人の入植

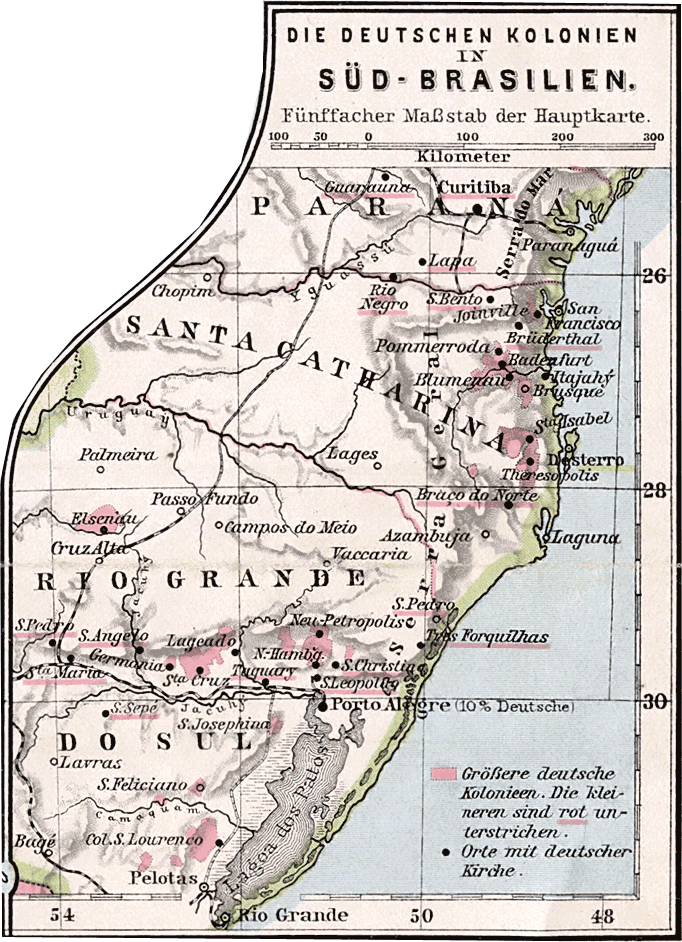
1905年の南部地域の地図。濃いピンクはドイツ人入植地

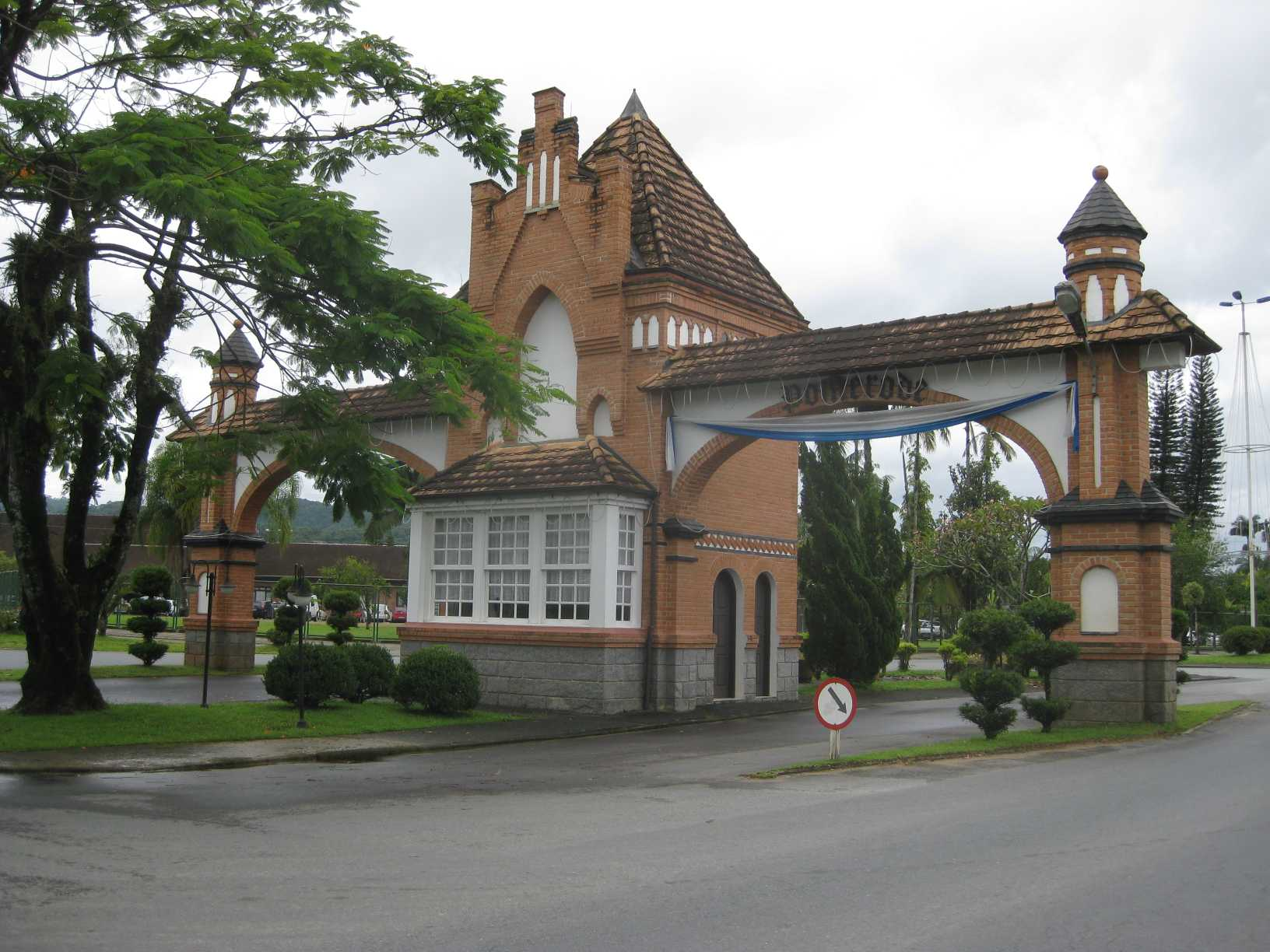
サンタ・カタリーナ州のポメロデ市の、ポメラニア人の植民地

1824年、最初のドイツ人入植者が到着し、サン・レオポルドを建設した。
独立直後のブラジル政府は入植者を歓迎し、ドイツ人の多くが農民となった。
以降の40年間で、2万7256人のドイツ人が南大河州に移住した
1904年までに推定5万人のドイツ人が入植した。
ブラジル政府はサンタ・カタリーナ州にはドイツ人を歓迎しなかったため、ハンブルク植民協会等が私的に移住した。
これらの協会は田舎に集落を造る一方、ブルメナウやジョインヴィレのような大都市の発展にも貢献した。
パラナ州には内戦時代に多くのドイツ人が移住した。
そのほとんどが南隣のサンタ・カタリーナ州出身や、ロシアに住むヴォルガ・ドイツ人だった。

### ラガマフィン戦争
1835年、南大河州とサンタ・カタリーナ州で共和党員が蜂起し、ラガマフィン戦争が始まった。
指導者はベント・ゴンサルベス・ダ・シルバとアントニオ・デ・サウザ・ネトだった。
南大河州の主要産品のチャーキー(塩漬け牛肉の干物)が、ブラジルの市場に自由に輸入されるウルグアイやアルゼンチンのそれと厳しい競争に曝されたのが原因だった。
1839年、イタリアのジュゼッペ・ガリバルディが共和軍への援助を開始した。
1845年、共和軍は帝国軍に降伏した。

### イタリア人の入植
1875年、イタリアからの入植が始まった。

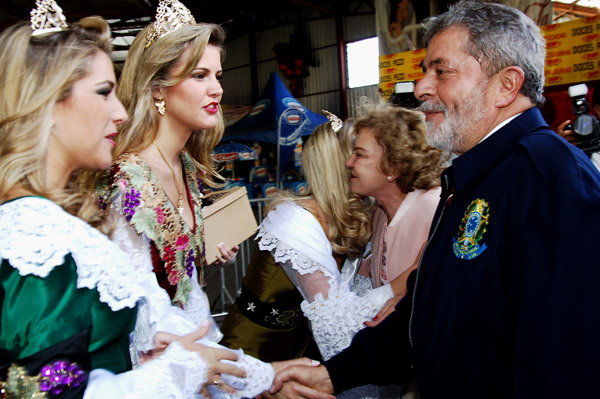
葡萄祭でイタリア系ブラジル人の女性と話すルイス・イナシオ・ルーラ・ダ・シルヴァ元大統領

北部のヴェネト州を中心に、トレント自治県やロンバルディア州出身の小作人が土地を求めて移住するのがほとんどだった。
彼らの多くはセラ・ガウチャで葡萄を育てた。
1898年時点で、南大河州に30万人、サンタ・カタリーナ州に5万人、パラナ州に3万人のイタリア系住民がいた。
1914年に移住が終わるまでに、約10万人のイタリア人が南部地域に移住した。
今日では南部地域の35.9%に当たる970万人がイタリア人の子孫である。

## 人種構成
| 肌の色/人種(2014) | 肌の色/人種(2014) |
| ----------------- | ----------------- |
| 白色人種(Branca)  | 75.98%            |
| 褐色人種(Parda)   | 18.93%            |
| アフリカ系(Preta) | 4.25%             |
| アジア系(Amarela) | 0.57%             |
| 先住民(Indígena)  | 0.26%             |
| 不明              | 0%                |

## 気候
亜熱帯～温帯に属する。
年間平均気温は12～22℃で、山間部では雪が降る。

## 特徴
都市化率は82%と高く、クリチバやマリンガのように都市計画が有名な都市が多い。

## 言語
ブラジルの公用語であるポルトガル語は全域で話される。
南部の田舎では、ドイツ語やイタリア語の影響を受けた方言が用いられる。
特にドイツ語フンスリュック方言や、ヴェネト語、イタリア語タリアン方言が多い。
南大河州とクリチバにはイディッシュ語共同体がある。
パラナ州北部には日本語共同体がある。
ポンタ・グロッサ周辺にはオランダ語共同体がある。
パラナ州にはウクライナ語共同体やポーランド語共同体もある。

## 恐竜の発見
南大河州には三畳紀の化石が多く、エクサエレトドンやスタウリコサウルス、グアイバサウルス、ウナイサウルス等が発見された。